# Yutyrannus huali
Yutyrannus huali es la única especie conocida del género extinto Yutyrannus ("tirano con plumas") de dinosaurio terópodo tiranosauroide, que vivió a mediados del período Cretácico, hace aproximadamente 125 millones de años durante el Aptiense, en lo que ahora es Asia. Sus restos fósiles han aparecido en la provincia de Liaoning, China. Se han encontrado tres especímenes casi completos, el holotipo es ZCDM V5000 y los paratipos ZCDM V5001 y ELDM V1001. Con sus cerca de 9 metros de longitud, Y. huali es el mayor dinosaurio con plumas conocido.

## Descripción

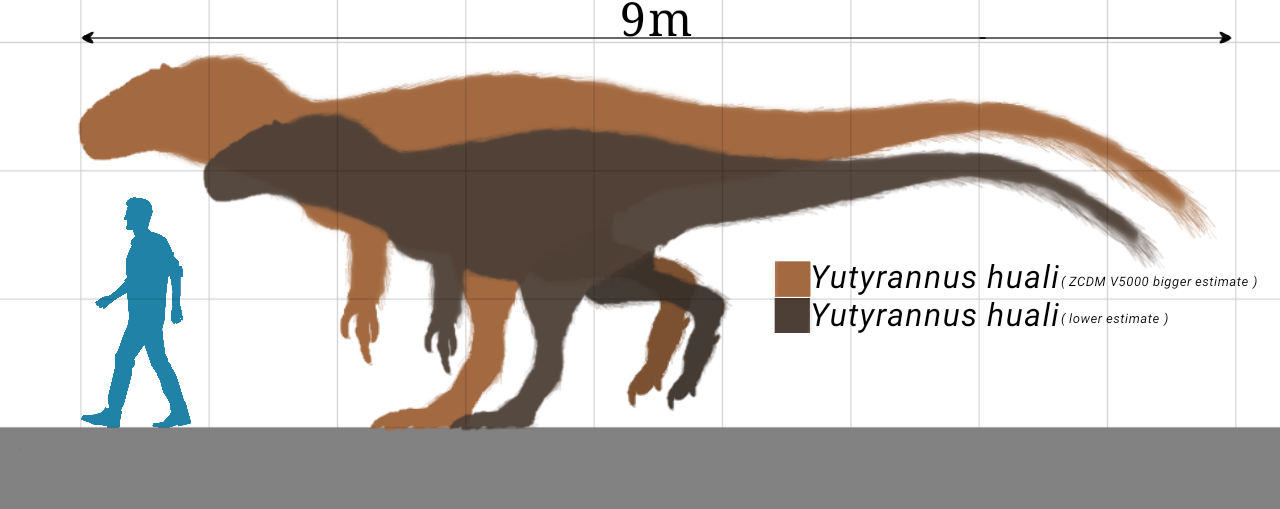
Tamaño comparativo de Yutyrannus.

Yutyrannus fue un gigantesco depredador bípedo. El holotipo y el ejemplar de más edad conocido, tiene una longitud de 9 metros y un peso estimado de 1414 kg. En 2016, Gregory S. Paul dio estimaciones más bajas de 7,5 metros y 1,1 toneladas.  Su cráneo tiene una longitud estimada de 905 milímetros. Los cráneos de los paratipos son de 860 y 630 milímetros y su peso se ha estimado en 596 y 493 kilogramos respectivamente.
Los autores han establecido algunas características diagnósticas para el Yutyrannus, que lo diferencian de sus familiares directos. El hocico tiene una alta cresta de la línea media, formado por los huesos nasales y el premaxilar que están ocupados por grandes cavidades neumáticas. El postorbital tiene un proceso secundario pequeño, que se adentra en la esquina superior trasera de la cuenca del ojo. El lado exterior del cuerpo principal del postorbital está ahuecado. En la mandíbula, la fenestra externa mandibular, la apertura principal en el lado exterior, se encuentran principalmente en la surangular.

### Las plumas

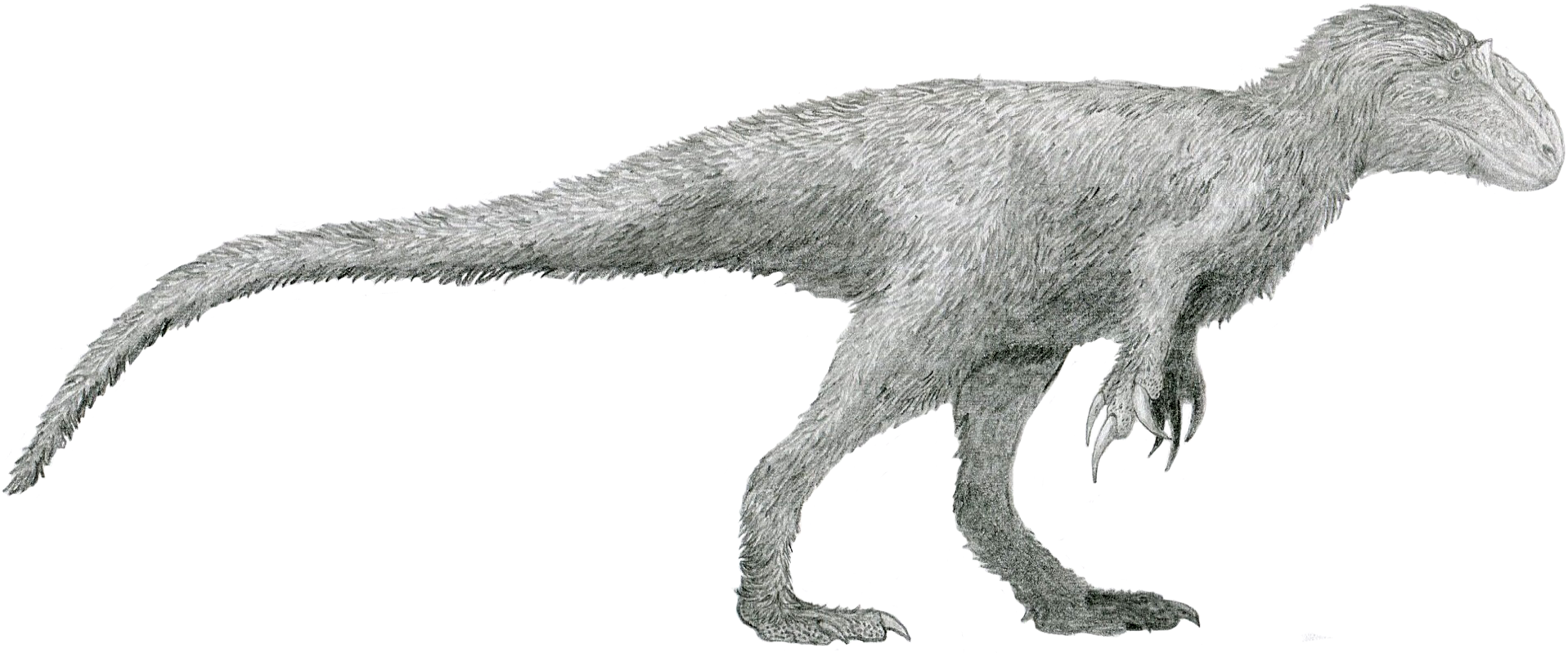
Recreación.

Los especímenes descritos de Yutyrannus contienen evidencia directa de plumas en forma de huellas fósiles. Las plumas eran largas, de hasta 20 centímetros (7,9 pulgadas) y filamentosas. Debido a que la calidad de la conservación era baja, no se pudo establecer si los filamentos eran simples o compuestos, anchos o estrechos. Las plumas cubrían varias partes del cuerpo. Si bien es sabido desde el año 2004, en la descripción de Dilong, que al menos algunos tiranosauroides poseen plumas filamentosas "Estado 1", de acuerdo a la tipología de las plumas de Richard Prum, Y. huali es actualmente la mayor especie conocida de dinosaurios con una prueba directa de plumas, cuarenta veces más pesado que el anterior poseedor del récord, Beipiaosaurus. Las plumas eran largas, de hasta veinte centímetros, y filamentosas. Debido a que la calidad de conservación es baja, no se ha podido establecer si los filamentos fueron simples o compuestos, anchos o estrechos. Las plumas cubrieron diversas partes del cuerpo. En el holotipo estaban presentes en la pelvis y el pie. El espécimen ZCDM V5000 tenía plumas en la cola apuntando hacia atrás en un ángulo de 30° con el eje de cola. El espécimen más pequeño poseía largos filamentos de 20 centímetros en el cuello y plumas de dieciséis centímetros de largo en la parte superior del brazo. Con base en esta distribución, se puede inferir que estaba cubierto todo el cuerpo y que servía en la regulación de la temperatura, dado el clima más frío de Yixian con una temperatura media anual de 10 °C. Por otra parte, si se limita a las regiones en las que se encontraron que puede haber servido como estructuras de cortejo. Además, los dos ejemplares adultos tenían distintivas, crestas "ondulada" sobre sus hocicos, a ambos lados de una cresta elevada central, que probablemente se usaron para su visualización. La presencia de plumas en un tiranosáurido basal grande sugiere la posibilidad de que los tiranosáuridos posteriores también tuvieran plumas, incluso cuando adultos, a pesar de su tamaño.

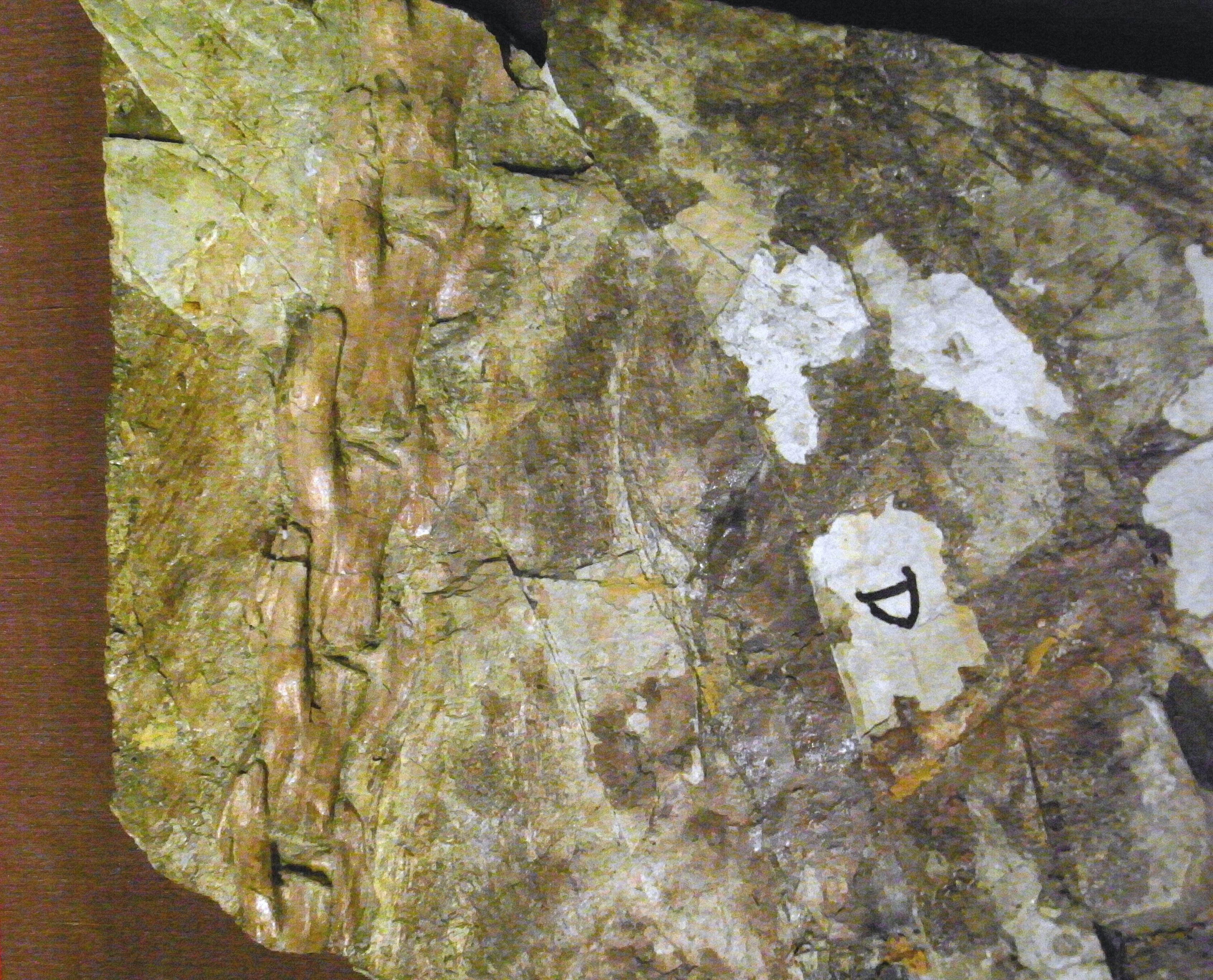
Tail fragment with feather traces

Sin embargo, se han informado impresiones de piel escamosa de varios tiranosáuridos del Cretácico superior, como Gorgosaurus, Tarbosaurus y Tyrannosaurus en partes del cuerpo donde Yutyrannus estaba emplumado. Dado que no hay evidencia positiva del plumaje en los tiranosáuridos, algunos investigadores han sugerido que pueden haber desarrollado escamas de forma secundaria. Si la piel escamosa era el rasgo epidérmico dominante de los géneros posteriores, entonces la extensión y la naturaleza de la cubierta tegumentaria pueden haber cambiado con el tiempo en respuesta al tamaño del cuerpo, un clima más cálido u otros factores.
Es posible que las estructuras tegumentarias de Yutyrannus no representen plumas verdaderas y representen estructuras filamentosas, siendo un estado ancestral de las plumas. Sin embargo, esta hipótesis ha sido anulada con investigaciones posteriores que verificaron que las estructuras de varios dinosaurios y pterosaurios eran plumas verdaderas.

## Descubrimiento e investigación

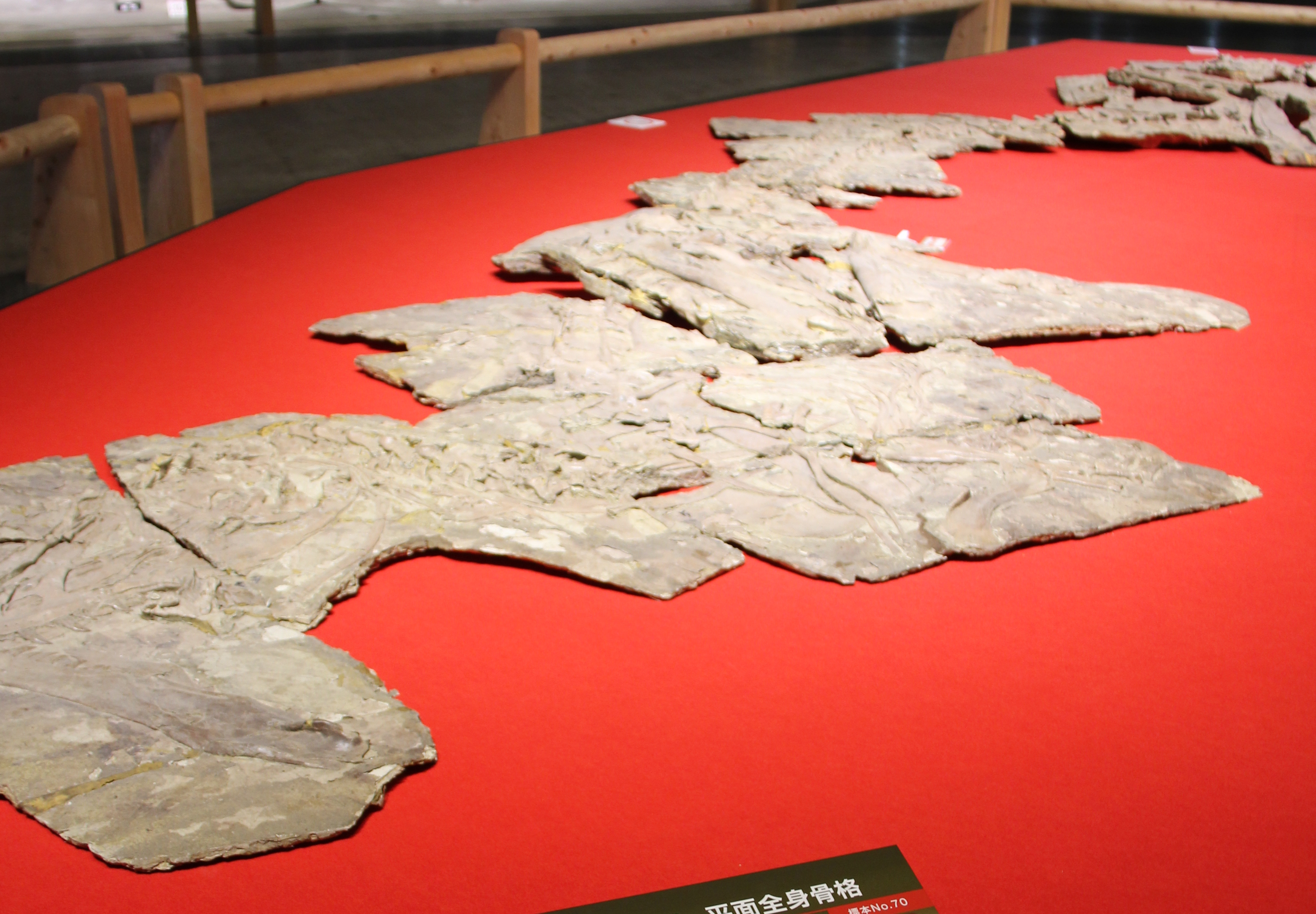
El fósil holotipo.

Yutyrannus tiene hasta el momento una sola especie, Yutyrannus huali, nombrada en 2012 por Xu Xing, Kebai Wang, Zhang Ke, Qingju Ma, Xing Lida, Corwin Sullivan, Dongyu Hu, Shuqing Cheng y Wang Shuo . El nombre genérico se deriva del chino mandarín Yu ,羽, "pluma" y τύραννος la forma griega latinizada de tyrannos, "tirano", una referencia al hecho de que es un miembro con plumas de Tyrannosauroidea. El nombre específico deriva del mandarín huali ,华丽, "bello", en referencia a la belleza de su plumaje.
Yutyrannus se conoce a partir de tres especímenes fósiles casi completos, un adulto, un subadulto y juvenil, adquiridos a un distribuidor de fósiles que dijo que todos tenían su origen en una sola cantera en Batuyingzi en la provincia de Liaoning, China. De este modo, probablemente, fueron encontrados en un estrato de la Formación Yixian, que data del Aptiano, hace unos 125 millones de años. Los fósiles habían sido cortados en trozos del tamaño de las alfombrillas de baño, lo que facilitaba su transporte por dos personas.
El holotipo, ZCDM V5000, es el espécimen más grande, que consiste en un esqueleto casi completo con el cráneo, contenidos en un bloque, de un individuo adulto. Los paratipos son los otros dos especímenes, ZCDM V5001 que consiste en un esqueleto de un individuo más pequeño y parte de la losa igual que el holotipo, y ELDM V1001, un juvenil de unos ocho años más joven que el holotipo. Los fósiles forman parte de las colecciones del Museo de Dinosaurios de Zhucheng y el Museo de los Dinosaurios Erlianhaote, pero han sido preparados por el Instituto de Paleontología de Vertebrados y Paleoantropología, bajo la dirección de Xu.

## Clasificación
Yutyrannus fue asignado por sus descriptores a Tyrannosauroidea en 2012. Un análisis cladístico mostró que ocupaba una posición más bien basal, más bajo que Eotyrannus en el árbol evolutivo, pero más avanzado que formas como Dilong, Guanlong y Sinotyrannus. Sus rasgos basales incluyen los largos brazos con tres dedos y un pie corto sin el arctometatarso. Los rasgos derivados un cráneo alto y grande, el lado exterior del premaxilar estaba girado hacia arriba, un gran cuerno cuneiforme sobre el hueso lacrimal en frente de la cuenca ocular, un proceso postorbital sobre el margen posterior de la cuenca ocular, el escamoso y el cuadratoyugal forman un proceso grande sobre el borde posterior de la fenestra infratemporal, cortas vértebras dorsales, un ilion con un borde superior derecho y un lóbulo apendicular, una gran bota púbica y un isquion delgado.
El paleontólogo británico Darren Naish ha señalado que la especie se parece a alosauroideos carcarodontosaurianos como Concavenator, especialmente en algunos rasgos inusuales del cráneo para un tiranosauroide, como en las cavidades neumáticas sobre la cresta del hocico, el proceso postorbital secundario y la forma de la protuberancia postorbital.

### Filogenia

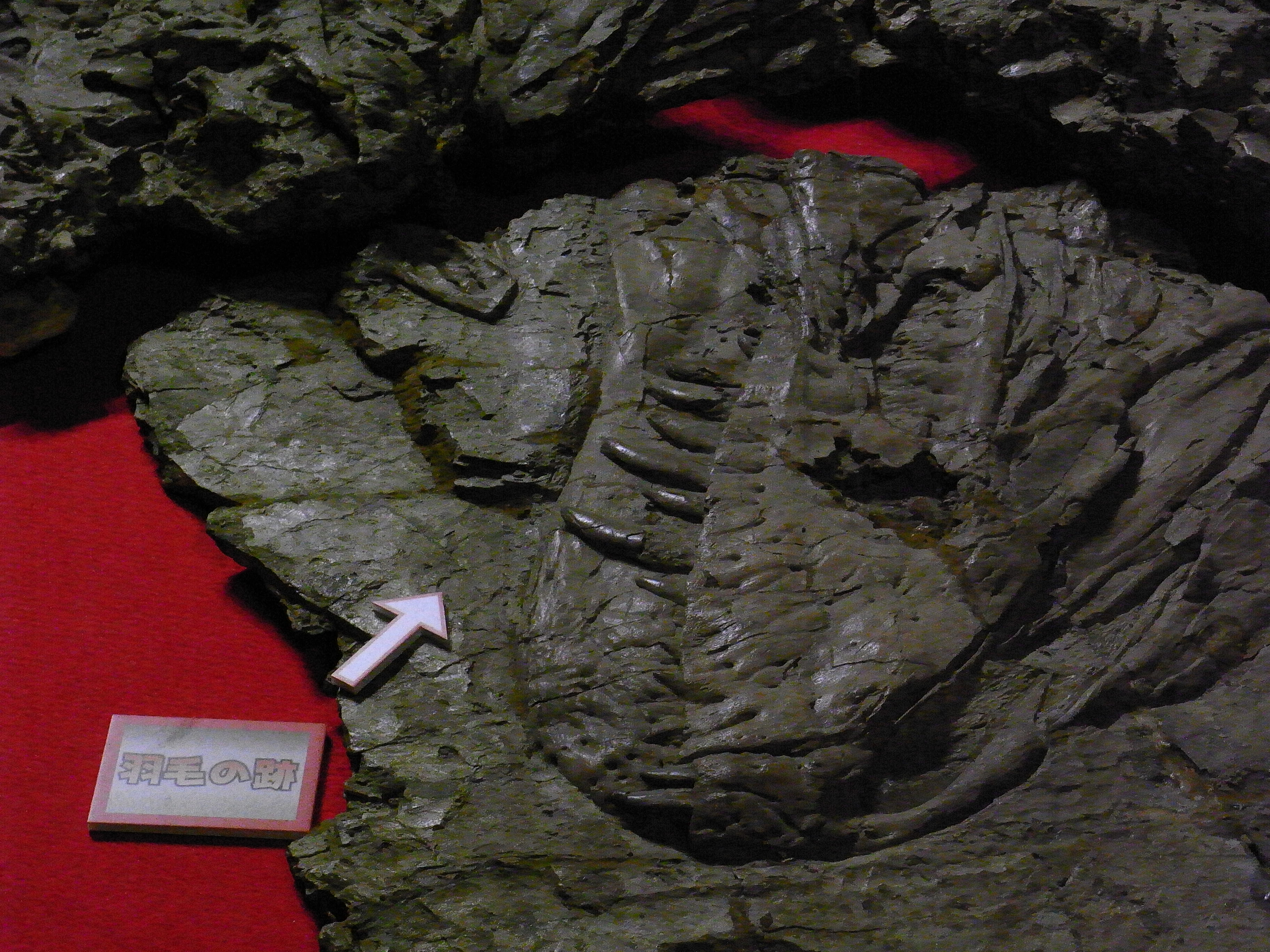
Primer plano del hocico

Cladograma según Xu y colaboradores de 2012:

|  | Xiongguanlong                                                    |
|  |                                                                  |
|  | \| \| Dryptosaurus \| \| \| \| \| \| Tyrannosauridae \| \| \| \| |
|  |                                                                  |
|  | Dryptosaurus                                                     |
|  |                                                                  |
|  | Tyrannosauridae                                                  |
|  |                                                                  |

|  | Dryptosaurus    |
|  |                 |
|  | Tyrannosauridae |
|  |                 |

|  | Xiongguanlong                                                    |
|  |                                                                  |
|  | \| \| Dryptosaurus \| \| \| \| \| \| Tyrannosauridae \| \| \| \| |
|  |                                                                  |
|  | Dryptosaurus                                                     |
|  |                                                                  |
|  | Tyrannosauridae                                                  |
|  |                                                                  |

|  | Dryptosaurus    |
|  |                 |
|  | Tyrannosauridae |
|  |                 |

|  | Xiongguanlong                                                    |
|  |                                                                  |
|  | \| \| Dryptosaurus \| \| \| \| \| \| Tyrannosauridae \| \| \| \| |
|  |                                                                  |
|  | Dryptosaurus                                                     |
|  |                                                                  |
|  | Tyrannosauridae                                                  |
|  |                                                                  |

|  | Dryptosaurus    |
|  |                 |
|  | Tyrannosauridae |
|  |                 |

|  | Xiongguanlong                                                    |
|  |                                                                  |
|  | \| \| Dryptosaurus \| \| \| \| \| \| Tyrannosauridae \| \| \| \| |
|  |                                                                  |
|  | Dryptosaurus                                                     |
|  |                                                                  |
|  | Tyrannosauridae                                                  |
|  |                                                                  |

|  | Dryptosaurus    |
|  |                 |
|  | Tyrannosauridae |
|  |                 |

|  | Xiongguanlong                                                    |
|  |                                                                  |
|  | \| \| Dryptosaurus \| \| \| \| \| \| Tyrannosauridae \| \| \| \| |
|  |                                                                  |
|  | Dryptosaurus                                                     |
|  |                                                                  |
|  | Tyrannosauridae                                                  |
|  |                                                                  |

|  | Dryptosaurus    |
|  |                 |
|  | Tyrannosauridae |
|  |                 |

|  | Xiongguanlong                                                    |
|  |                                                                  |
|  | \| \| Dryptosaurus \| \| \| \| \| \| Tyrannosauridae \| \| \| \| |
|  |                                                                  |
|  | Dryptosaurus                                                     |
|  |                                                                  |
|  | Tyrannosauridae                                                  |
|  |                                                                  |

|  | Dryptosaurus    |
|  |                 |
|  | Tyrannosauridae |
|  |                 |

|  | Xiongguanlong                                                    |
|  |                                                                  |
|  | \| \| Dryptosaurus \| \| \| \| \| \| Tyrannosauridae \| \| \| \| |
|  |                                                                  |
|  | Dryptosaurus                                                     |
|  |                                                                  |
|  | Tyrannosauridae                                                  |
|  |                                                                  |

|  | Dryptosaurus    |
|  |                 |
|  | Tyrannosauridae |
|  |                 |

|  | Xiongguanlong                                                    |
|  |                                                                  |
|  | \| \| Dryptosaurus \| \| \| \| \| \| Tyrannosauridae \| \| \| \| |
|  |                                                                  |
|  | Dryptosaurus                                                     |
|  |                                                                  |
|  | Tyrannosauridae                                                  |
|  |                                                                  |

|  | Dryptosaurus    |
|  |                 |
|  | Tyrannosauridae |
|  |                 |

|  | Xiongguanlong                                                    |
|  |                                                                  |
|  | \| \| Dryptosaurus \| \| \| \| \| \| Tyrannosauridae \| \| \| \| |
|  |                                                                  |
|  | Dryptosaurus                                                     |
|  |                                                                  |
|  | Tyrannosauridae                                                  |
|  |                                                                  |

|  | Dryptosaurus    |
|  |                 |
|  | Tyrannosauridae |
|  |                 |

|  | Xiongguanlong                                                    |
|  |                                                                  |
|  | \| \| Dryptosaurus \| \| \| \| \| \| Tyrannosauridae \| \| \| \| |
|  |                                                                  |
|  | Dryptosaurus                                                     |
|  |                                                                  |
|  | Tyrannosauridae                                                  |
|  |                                                                  |

|  | Dryptosaurus    |
|  |                 |
|  | Tyrannosauridae |
|  |                 |

|  | Xiongguanlong                                                    |
|  |                                                                  |
|  | \| \| Dryptosaurus \| \| \| \| \| \| Tyrannosauridae \| \| \| \| |
|  |                                                                  |
|  | Dryptosaurus                                                     |
|  |                                                                  |
|  | Tyrannosauridae                                                  |
|  |                                                                  |

|  | Dryptosaurus    |
|  |                 |
|  | Tyrannosauridae |
|  |                 |

|  | Xiongguanlong                                                    |
|  |                                                                  |
|  | \| \| Dryptosaurus \| \| \| \| \| \| Tyrannosauridae \| \| \| \| |
|  |                                                                  |
|  | Dryptosaurus                                                     |
|  |                                                                  |
|  | Tyrannosauridae                                                  |
|  |                                                                  |

|  | Dryptosaurus    |
|  |                 |
|  | Tyrannosauridae |
|  |                 |

|  | Xiongguanlong                                                    |
|  |                                                                  |
|  | \| \| Dryptosaurus \| \| \| \| \| \| Tyrannosauridae \| \| \| \| |
|  |                                                                  |
|  | Dryptosaurus                                                     |
|  |                                                                  |
|  | Tyrannosauridae                                                  |
|  |                                                                  |

|  | Dryptosaurus    |
|  |                 |
|  | Tyrannosauridae |
|  |                 |

|  | Xiongguanlong                                                    |
|  |                                                                  |
|  | \| \| Dryptosaurus \| \| \| \| \| \| Tyrannosauridae \| \| \| \| |
|  |                                                                  |
|  | Dryptosaurus                                                     |
|  |                                                                  |
|  | Tyrannosauridae                                                  |
|  |                                                                  |

|  | Dryptosaurus    |
|  |                 |
|  | Tyrannosauridae |
|  |                 |

|  | Xiongguanlong                                                    |
|  |                                                                  |
|  | \| \| Dryptosaurus \| \| \| \| \| \| Tyrannosauridae \| \| \| \| |
|  |                                                                  |
|  | Dryptosaurus                                                     |
|  |                                                                  |
|  | Tyrannosauridae                                                  |
|  |                                                                  |

|  | Dryptosaurus    |
|  |                 |
|  | Tyrannosauridae |
|  |                 |

|  | Xiongguanlong                                                    |
|  |                                                                  |
|  | \| \| Dryptosaurus \| \| \| \| \| \| Tyrannosauridae \| \| \| \| |
|  |                                                                  |
|  | Dryptosaurus                                                     |
|  |                                                                  |
|  | Tyrannosauridae                                                  |
|  |                                                                  |

|  | Dryptosaurus    |
|  |                 |
|  | Tyrannosauridae |
|  |                 |

En 2016, un análisis filogenético realizado por Thomas Carr y Stephen Brusatte volvió a examinar las relaciones evolutivas de Tyrannosauroidea. Su análisis encontró que Yutyrannus era más basal que Dilong, colocándolo dentro de la familia Proceratosauridae. Su cladograma se muestra a continuación.

|  | Kileskus                                                    |
|  |                                                             |
|  | \| \| Yutyrannus \| \| \| \| \| \| Sinotyrannus \| \| \| \| |
|  |                                                             |
|  | Yutyrannus                                                  |
|  |                                                             |
|  | Sinotyrannus                                                |
|  |                                                             |

|  | Yutyrannus   |
|  |              |
|  | Sinotyrannus |
|  |              |

|  | Kileskus                                                    |
|  |                                                             |
|  | \| \| Yutyrannus \| \| \| \| \| \| Sinotyrannus \| \| \| \| |
|  |                                                             |
|  | Yutyrannus                                                  |
|  |                                                             |
|  | Sinotyrannus                                                |
|  |                                                             |

|  | Yutyrannus   |
|  |              |
|  | Sinotyrannus |
|  |              |

|  | Kileskus                                                    |
|  |                                                             |
|  | \| \| Yutyrannus \| \| \| \| \| \| Sinotyrannus \| \| \| \| |
|  |                                                             |
|  | Yutyrannus                                                  |
|  |                                                             |
|  | Sinotyrannus                                                |
|  |                                                             |

|  | Yutyrannus   |
|  |              |
|  | Sinotyrannus |
|  |              |

|  | Kileskus                                                    |
|  |                                                             |
|  | \| \| Yutyrannus \| \| \| \| \| \| Sinotyrannus \| \| \| \| |
|  |                                                             |
|  | Yutyrannus                                                  |
|  |                                                             |
|  | Sinotyrannus                                                |
|  |                                                             |

|  | Yutyrannus   |
|  |              |
|  | Sinotyrannus |
|  |              |

## Paleobiología

### Ontogenia

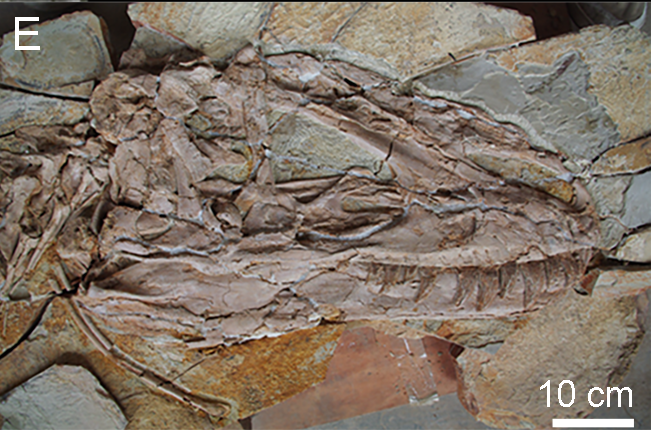
Cráneo del espécimen juvenil ELDM V1001

El conocimiento de especímenes que representan varias edades diferentes ha permitido a los paleontólogos determinar la ontogenia, o cambio durante el crecimiento, de esta especie. Durante el crecimiento, la parte inferior de las piernas, los pies, los ilíacos y las extremidades anteriores se hicieron relativamente más pequeños. El cráneo, por otro lado, se hizo más robusto y profundo.

### Alimentación
Según un estudio de 2018, Yutyrannus tenía una estructura hioides simple, lo que indica que tenía una lengua plana , como un cocodrilo. Con base en las comparaciones del hueso hioides entre arcosaurios vivos y extintos, se determinó que todos los arcosaurios habrían tenido lenguas fijas, con la excepción de las aves , los pterosaurios y ciertos ornitisquios.

### Comportamiento social

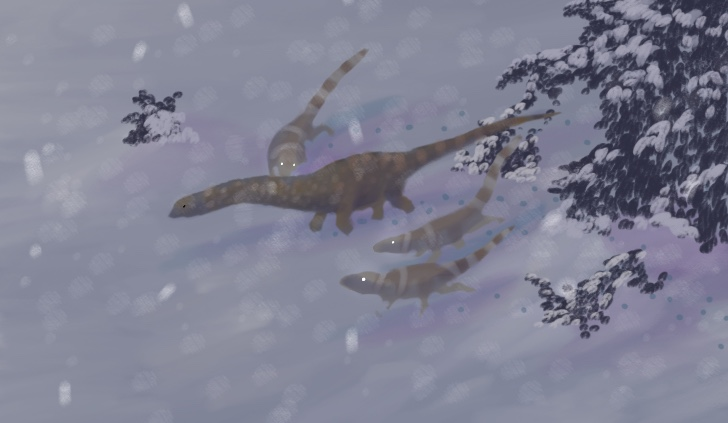
Ilustración que muestra una manada de Yutyrannus cazando a Dongbeititan

Debido a que los tres individuos conocidos de Yutyrannus supuestamente fueron encontrados juntos, algunos paleontólogos, incluido Xu Xing, han interpretado al animal como un cazador en manada. Basado en la presencia de material de saurópodos en la cantera en la que se encontraron los tres especímenes, Xu ha especulado además que Yutyrannus pudo haber cazado saurópodos y que los tres individuos conocidos pudieron haber muerto mientras lo hacían. Además, se sabe que otros terópodos cazadores de saurópodos, como Mapusaurus, exhibieron un comportamiento de caza en manada. Sin embargo, se desconoce la verdadera causa de su muerte.  Si Yutiranus se aprovechó de los saurópodos, habría sido uno de los dos animales depredadores conocidos de la formación Yixian capaces de hacerlo, el otro es un gran terópodo aún no descrito conocido por un diente incrustado en la costilla de un Dongbeititan.

## Paleoecología
Debido a que la localidad de Yutyrannus es incierta, se desconoce con qué fauna coexistió. Las estimaciones de edad apuntan a que Yutyrannus se originó en los lechos de Lujiatun o Jianshangou del Yixian, lo que significa que habría sido contemporáneo de dinosaurios como Psittacosaurus, Dongbeititan , Sinosauropteryx y Caudipteryx. También habrían prevalecido peces como Lycoptera. Las erupciones volcánicas y los incendios forestales parecen haber sido comunes en el Yixian, y el entorno habría estado plagado de cuerpos de agua y plantas coníferas. El medio ambiente habría sido comparable a las selvas tropicales templadas de hoy en día de la Columbia Británica, y habría experimentado cambios estacionales significativos en la temperatura.